# Chaetostephana angolana
Chaetostephana angolana är en fjärilsart som beskrevs av Jordan 1913. Chaetostephana angolana ingår i släktet Chaetostephana och familjen nattflyn. Inga underarter finns listade i Catalogue of Life.